# Лох-Тей
Лох-Тей (англ. Loch Tay, гэльск. Loch Tatha) — шестое по величине пресноводное озеро в Шотландии. Площадь зеркала 26,4 км². Расположено в области Перт и Кинросс. По форме напоминает сильно растянутую букву S. Сток по реке Тей в Ферт-оф-Тей и далее в Северное море.